# Liaison
A liaison é um tipo de sândi externa, uma mudança na pronúncia de algumas letras dependendo da palavra que a sucede, característica da língua francesa. Ela envolve a pronúncia da consoante final latente de palavras que precedem imediatamente outra palavra iniciada por vogal ou h mudo.

## Realização da liaison
Muitas das liaisons não pertence ao uso espontâneo, sua realização jaz sobre a técnica que se aprende com a leitura. Basicamente, a ortografia moderna informa sobre o local de articulação da consoante de liaison eventual, mas ela não permite prever onde ela será ou não pronunciada, nem fornece informação sobre a oportunidade de ligação. Por exemplo, na transcrição do AFI a liaison é indicada entre a consoante e a vogal pelo [‿]) :
- -c → [k] : croc de boucher = [kʁo də buʃe] ~ croc-en-jambe = [kʁɔk‿ɑ̃ ʒɑ̃b] (dentro de alguma colocação apenas)
- -d → [t] : grand roi = [gʁɑ̃ ʁwa] ~ grand homme = [gʁɑ̃t‿ɔm]
- -g → [k] : sang neuf = [sɑ̃ nœf] ~ sang impur = [sɑ̃k‿ɛ̃pyʁ]
- -p → [p] : trop grand = [tʁo gʁɑ̃] ~ trop aimable = [tʁop‿ɛmabl]
- -r → [ʁ] : premier fils = [pʁəmje fis] ~ premier enfant = [pʁəmjeʁ‿ɑ̃fɑ̃]
- -s → [z] : les francs = [le fʁɑ̃] ~ les euros = [lez‿øʁo]
- -t → [t] : pot de terre = [po də tɛʁ] ~ pot-au-feu = [pot‿o fø]
- -x → [z] : mieux manger = [mjø mɑ̃ʒe] ~ mieux être [mjøz‿ɛtʁ].